# Peñaflor (Sevilla)
Peñaflor er en by og kommune i det sydlige Spanien i provinsen Sevilla. Den har et indbyggertal på 3.670 (2024) indbyggere.